# Masahiko Amakasu

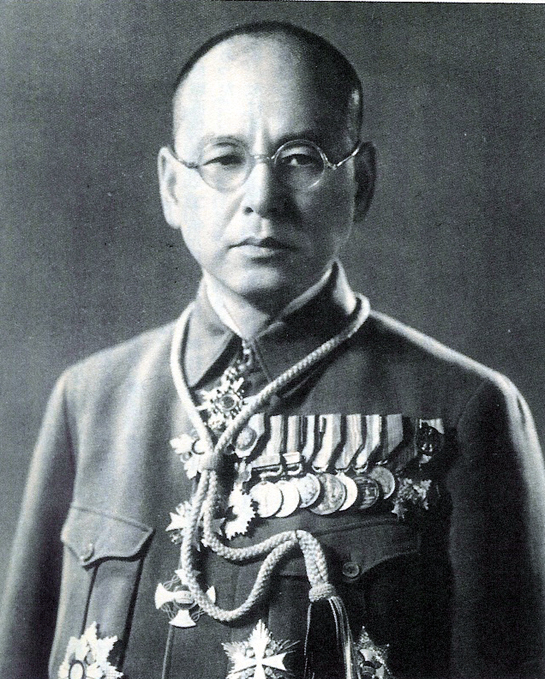
Masahiko Amakasu

Masahiko Amakasu (en japonès:甘粕 正彦) oficial de l'exèrcit imperial del Japó i gerent cinematogràfic, nascut a la prefectura de Yamagata el 26 de gener de 1891 i mort el 20 d'agost de 1945.
Era el fill gran d'un antic samurai. Es va educar en una escola militar. Va estar implicat en el denominat “Incident Amakasu” quan, arran del terrible terratrèmol de 1923. membres de la “Kempeitai” (policia militar) amb la intenció d'evitar un possible atac contra l'ordre públic van executar extrajudicialment a activistes de l'oposició, entre els quals dos anarquistes (Noe Itō i Sakae Ōsugi). Amakasu va ser condemnat a deu anys de presó però tres anys després va ser alliberat.
Es va traslladar a Europa on va conèixer el cinema de l'alemanya nazi i el de la Itàlia feixista. A Manxúria esdevé cap de la “Manchuria Motion Picture Corporation”. Amb la imminent entrada de les tropes soviètiques a Xinjing, la nova capital, Amakasu es va suïcidar ingerint verí (en la pel·lícula “L'últim emperador l'actor japonès Ryuichi Sakamoto en el paper de Masahiko Amakasu utilitza una pistola).